# Hugo Nindl
Hugo Nindl (* 3. März 1942 in Axams) ist ein ehemaliger österreichischer Skirennläufer. Er gewann in den 1960er-Jahren zahlreiche internationale Rennen und wurde vierfacher österreichischer Meister. Zudem wurde er 1971 und 1974 Profi-Weltmeister.

## Karriere
Nindl begann schon früh mit dem Skilauf und erzielte bereits bei Schülerrennen einige Erfolge. Anfang der 1960er-Jahre wurde er ins Nationalteam des Österreichischen Skiverbandes aufgenommen. Seine ersten internationalen Rennen bestritt er 1960 in Kitzbühel. Im Winter 1961/62 gelangen ihm seine ersten größeren Erfolge. In Bad Ischl wurde er dreifacher österreichischer Juniorenmeister und in Arosa fuhr er mit zwei dritten Plätzen in den Riesenslaloms der Drei-Pisten-Rennen erstmals in einem internationalen Wettkampf auf das Podest. Im Jänner 1963 erreichte Nindl den dritten Platz in der Lauberhornabfahrt in Wengen und den zweiten Platz in der Hahnenkammabfahrt in Kitzbühel. Bei den anschließenden Nordeuropa-Rennen feierte er seine ersten Siege: In Norefjell und Narvik gewann er jeweils den Riesenslalom und die Kombination und in Gällivare siegte er im Slalom, im Riesenslalom und in der Abfahrt. Im Winter 1963/64 gewann Nindl nur den Riesenslalom in Innsbruck. Zwei Wochen vor Beginn der Olympischen Winterspiele 1964, die in seiner unmittelbaren Heimat stattfanden, zog er sich eine Verletzung zu, weshalb er erst im März wieder an Rennen teilnehmen konnte.
Im nächsten Winter wurde der Tiroler mit drei Siegen in Davos (13. Februar), wo er zudem Kombinations-Zweiter wurde, Ortisei (21. Februar) und beim «Vail-Cup» in Vail (16. März) zum stärksten Slalomläufer der Saison. Zudem wurde er in der Axamer Lizum österreichischer Meister im Riesenslalom (5. März) und in der Kombination (7. März). Im Winter 1965/66 blieb Nindl jedoch ohne internationalen Sieg; als beste Resultate erreichte er beim «Drei-Pisten-Rennen und Toni-Mark-Gedenkrennen» vorerst den 3. Abfahrtsrang in Saalbach am 27. Januar und als bestes Saisonergebnis den zweiten Platz im Slalom in Zell am See am 29. Januar. Neben dem Sieg beim nur national besetzten Riesenslalom in Gries am Brenner um die «14. Brenner-Trophäe» am 2. Januar und der erfolgreichen Verteidigung des österreichischen Meistertitels in der Kombination in Schwaz (außerdem Rang 3 in der Abfahrt am 25. Februar und Rang 2 im Slalom am 27. Februar) waren noch der fünfte Platz im Hahnenkamm-Slalom und Rang 4 in der Kombination am 23. Januar sowie Rang 3 im Slalom und der Kombination in Courchevel am 4./5. März stärkere Ergebnisse. Auch beim Slalom am 25. März beim «Fünfländertreffen» und «Werner-Gedenkcup» in Sun Valley wurde er Dritter.
Bei den Weltmeisterschaften im August 1966 startete er am 14. August nur im Slalom, verfiel dabei jedoch mit Start-Nr. 11 (ebenso wie seine Kameraden Huber, Schranz und Messner) im ersten Durchgang der Disqualifikation. Es war um seine Teilnahme sogar wegen einer schon Wochen vorher erlittenen Schulterverletzung gebangt worden, die ihn allerdings auch noch nach den Weltmeisterschaften behinderte. Ende Dezember meldete sich Nindl beim Trainingskurs des Kaders in Schladming. Im erstmals ausgetragenen Skiweltcup war ein zwölfter Platz im Slalom von Madonna di Campiglio, der ihm aber keine Punkte brachte (denn diese gab es nur für die ersten Zehn) sein bestes Ergebnis. Allerdings erreichte er einen Sieg (Slalom in Malmberget) und mehrere Podestplätze in nicht zum Weltcup zählenden Wettbewerben und er wurde zum dritten Mal in Folge Österreichischer Meister in der Kombination.
Am 8. Jänner 1968 feierte Nindl im FIS-Slalom von Morzine einen weiteren Sieg. Zwei Tage später kam er im Abfahrtstraining am Lauberhorn schwer zu Sturz. Er zog sich einen Bruch des rechten Schienbeines zu, musste die Saison beenden und konnte auch im nächsten Winter keine Rennen bestreiten. Nachdem er auch seine ÖSV-Kaderzugehörigkeit verloren hatte, wechselte er 1970 zur Profi-Rennserie in die USA. Dort gelangen ihm noch große Erfolge, allen voran die Profi-Weltmeistertitel der Jahre 1971 und 1974. 1975 beendete Nindl seine aktive Karriere. Er kehrte nach Österreich zurück und gründete die Austria Racing Camps. Einige Jahre später übernahm er auch die Leitung der Skischule in Axams.

## Sportliche Erfolge
- Profi-Weltmeister 1971 und 1974
- 13 Siege in FIS-Rennen, weitere 19 Podestplätze
- Vierfacher österreichischer Staatsmeister: 3× Kombination (1965, 1966, 1967) und 1× Riesenslalom (1965)
- Dreifacher Österreichischer Juniorenmeister (Slalom, Riesenslalom und Kombination 1962)